# Prix Lambda Literary de la non-fiction transgenre
Le Lambda Literary Award for Transgender Nonfiction (Prix Lambda Literary pour la non-fiction transgenre) est un prix littéraire annuel remis par la Lambda Literary Foundation (en) pour une œuvre de non-fiction sur le thème de la transidentité. Comme le prix s'intéresse à la place du thème dans l'ouvrage, les personnes cisgenres peuvent également être nommés ou gagner le prix.
Des années 1990 à 2010, les romans, recueils de poésie et livres de nonfiction sont regroupés sous une même catégorie « Transgenre », le lauréat pouvant donc être ou non un roman.

## Lauréats et finalistes
| Année          | Lauréat                                                                                                | Finalistes |
| -------------- | --- | --- |
| 1996           | Body Alchemy, Loren Cameron                                                                            | |
| 1997 (ex-æquo) | Carol Queen et Lawrence Schimel, eds., PoMoSexuals: Challenging Assumptions about Gender and Sexuality | |
| 1997 (ex-æquo) | Daphne Scholinski et Jane Meredith Adams, The Last Time I Wore a Dress                                 | |
| 1998           | Michael R. Gorman, The Empress Is a Man                                                                | |
| 2001           | Virginia Ramey Mollenkott, Omnigender: A Trans-religious Approach                                      | |
| 2002           | Noelle Howey, Dress Codes                                                                              | |
| 2003           | Jennifer Finney Boylan, She's Not There                                                                | |
| 2004           | Mariette Pathy Allen, The Gender Frontier                                                              | |
| 2006           | Susan Stryker et Stephen Whittle, eds., The Transgender Studies Reader                                 | |
| 2007           | Cris Beam, eds., Transparent                                                                           | |
| 2008           | Thea Hillman, Intersex (For Lack of a Better Word)                                                     | |
| 2009           | Lynn Breedlove, Lynnee Breedlove's One Freak Show                                                      | |
| 2011           | Noach Dzmura, Balancing on the Mechitza: Transgender in Jewish Community                               | - Michelle Alexander et Michelle Diane Rose, The Color of Sunlight - Kate Bornstein et Bear Bergman, Gender Outlaws: The Next Generation - Kristen Schilt, Just One of the Guys?: Transgender Men and the Persistence of Gender Inequality - Rebecca Swan, Assume Nothing                                                                                            |
| 2012           | Justin Vivian Bond, Tango: My Childhood Backwards and in High Heels                                    | - Peter Boag, Re-Dressing America’s Frontier Past - Megan M. Rohrer et Zander Keig, eds., Letters For My Brothers: Transitional Wisdom in Retrospect - Dean Spade, Normal Life: Administrative Violence, Critical Trans Politics and the Limits of Law - Eric A. Stanley et Nat Smith, Captive Genders: Trans Embodiment and the Prison Industrial Complex           |
| 2013           | Anne Enke, Transfeminist Perspectives in and beyond Transgender and Gender Studies                     | - Ryka Aoki, Seasonal Velocities - Dylan Edwards, Transposes - Matt Kailey, Teeny Weenies and Other Short Subjects |
| 2014           | Mattilda Bernstein Sycamore, The End of San Francisco                                                  | - Bear Bergman, Blood, Marriage, Wine & Glitter - Paul B. Preciado, Testo Junkie |
| 2015           | Thomas Page McBee, Man Alive: A True Story of Violence, Forgiveness and Becoming a Man                 | - Janet Mock, Redefining Realness: My Path to Womanhood, Identity, Love and So Much More - Laura Erickson-Schroth, Trans Bodies, Trans Selves: A Resource for the Transgender Community |
| 2016           | Willy Wilkinson, Born on the Edge of Race and Gender: A Voice for Cultural Competency                  | - Amy Ellis Nutt, Becoming Nicole: The Transformation of an American Family - Zane Thimmesch-Gill, Hiding in Plain Sight |
| 2017           | Lei Ming, Life Beyond My Body: A Transgender Journey to Manhood in China                               | - Chase Joynt et Mike Hoolboom, You Only Live Twice: Sex, Death and Transition - Morgan Mann Willis, Outside the XY: Black and Brown Queer Masculinity - Samuel Peterson, Trunky (Transgender Junky): A Memoir - Julia Serano, Outspoken: A Decade of Transgender Activism and Trans Feminism                                                                        |
| 2018           | Black on Both Sides: A Racial History of Trans Identity, C. Riley Snorton                              | - Jane Crow: The Life of Pauli Murray, Rosalind Rosenberg - Lou Sullivan: Daring to Be a Man Among Men, Brice Smith - Surpassing Certainty, Janet Mock - What About the Rest of Your Life, Sung Yim |
| 2019           | Histories of the Transgender Child, Jules Gill-Peterson                                                | - Amateur: A True Story About What Makes a Man, Thomas Page McBee - I’m Afraid of Men, Vivek Shraya - Mobile Subjects: Transnational Imaginaries of Gender Reassignment, Aren Z. Aizura - The Soul of the Stranger: Reading God and Torah from a Transgender Perspective, Joy Ladin                                                                                  |
| 2020           | We Both Laughed in Pleasure: The Selected Diaries of Lou Sullivan, Ellis Martin et Zach Ozma           | - Females, Andrea Long Chu - Real Queer America: LGBT Stories from Red States, Samantha Allen - Theorizing Transgender Identity for Clinical Practice: A New Model for Understanding Gender, S.J. Langer - Time Is the Thing A Body Moves Through, T Fleischmann |
| 2021           | J Mase III et Dane Figueroa Edidi, The Black Trans Prayer Book                                         | - Meredith Talusan, Fairest: A Memoir - Mattilda Bernstein Sycamore, The Freezer Door - L Heidenreich, Nepantla Squared: Transgender Mestiz@ Histories in Times of Global Shift - Hil Malatino, Trans Care |
| 2022           | Da'Shaun Harrison, Belly of the Beast: The Politics of Anti-Fatness as Anti-Blackness                  | - Francisco Galarte, Brown Trans Figurations: Rethinking Race, Gender, and Sexuality in Chicanx/Latinx Studies - Ivan Coyote, Care Of: Letters, Connections, and Cures - Dir. Alicia Spencer-Hall et Blake Gutt, Trans and Genderqueer Subjects in Medieval Hagiography - Lucie Fielding, Trans Sex: Clinical Approaches to Trans Sexualities and Erotic Embodiments |
| 2023           | The Third Person de Emma Grove                                                                         | - Before We Were Trans: A New History of Gender par Kit Heyam - Faltas: Letters to Everyone in My Hometown Who Isn’t My Rapist de Cecilia Gentili - Feral City: On Finding Liberation in Lockdown New York de Jeremiah Moss - The Terrible We: Thinking with Trans Maladjustment de Cameron Awkward-Rich                                                             |
| 2024           | Miss Major Speaks: Conversations with a Black Trans Revolutionary, Miss Major et Toshio Meronek        | - Love and Money, Sex and Death, McKenzie Wark - Miss Major Speaks: Conversations with a Black Trans Revolutionary, Miss Major et Toshio Meronek - On Community, Casey Plett - Tar Hollow Trans: Essays, Stacy Jane Grover - Transland: Consent, Kink, and Pleasure, Mx. Sly                                                                                         |